# Aldea en Cabo
Aldea en Cabo ist eine zentralspanische Gemeinde (municipio) in der Provinz Toledo der Autonomen Region Kastilien-La Mancha. 2024 hatte die Gemeinde 205 Einwohner. Die Gemeindefläche beträgt 25,50 km². 

## Lage und Klima
Aldea en Cabo liegt etwa 58 Kilometer nordwestlich von Toledo und etwa 63 Kilometer westsüdwestlich von Madrid in einer Höhe von ca. 510 m. Das Klima ist gemäßigt und warm. Niederschlag fällt das ganze Jahr über (insgesamt 473 mm). Die Jahresdurchschnittstemperatur liegt bei 14,3 °C.

## Bevölkerungsentwicklung
| Jahr      | 1970 | 1981 | 1991 | 2001 | 2011 | 2021 |
| Einwohner | 340  | 230  | 200  | 170  | 228  | 179  |

## Sehenswürdigkeiten
- Kirche der Unbefleckten Empfängnis (Iglesia de la Purísima Concepción)
- Villa Rosario
- Rathaus

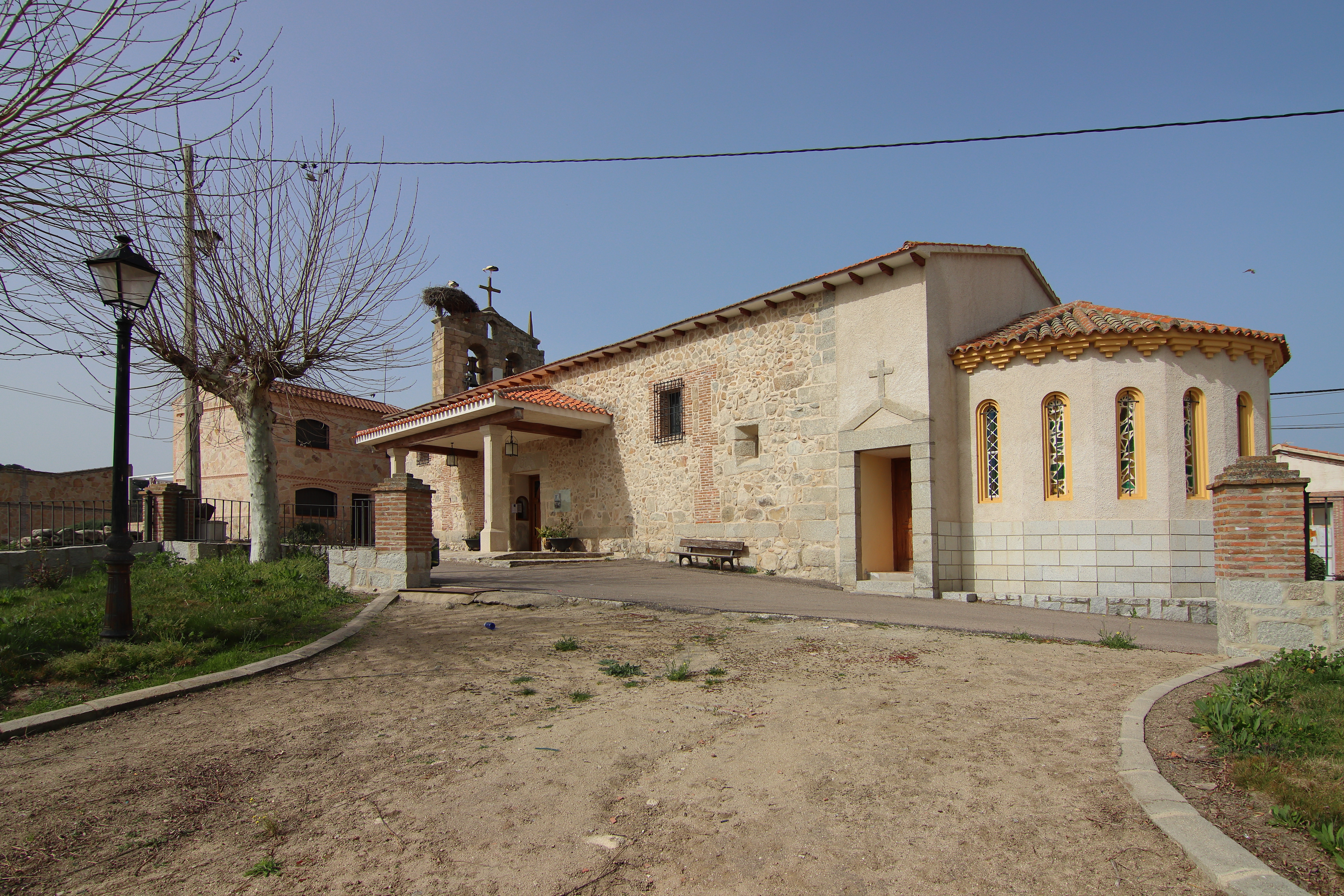
Kirche der Unbefleckten Empfängnis
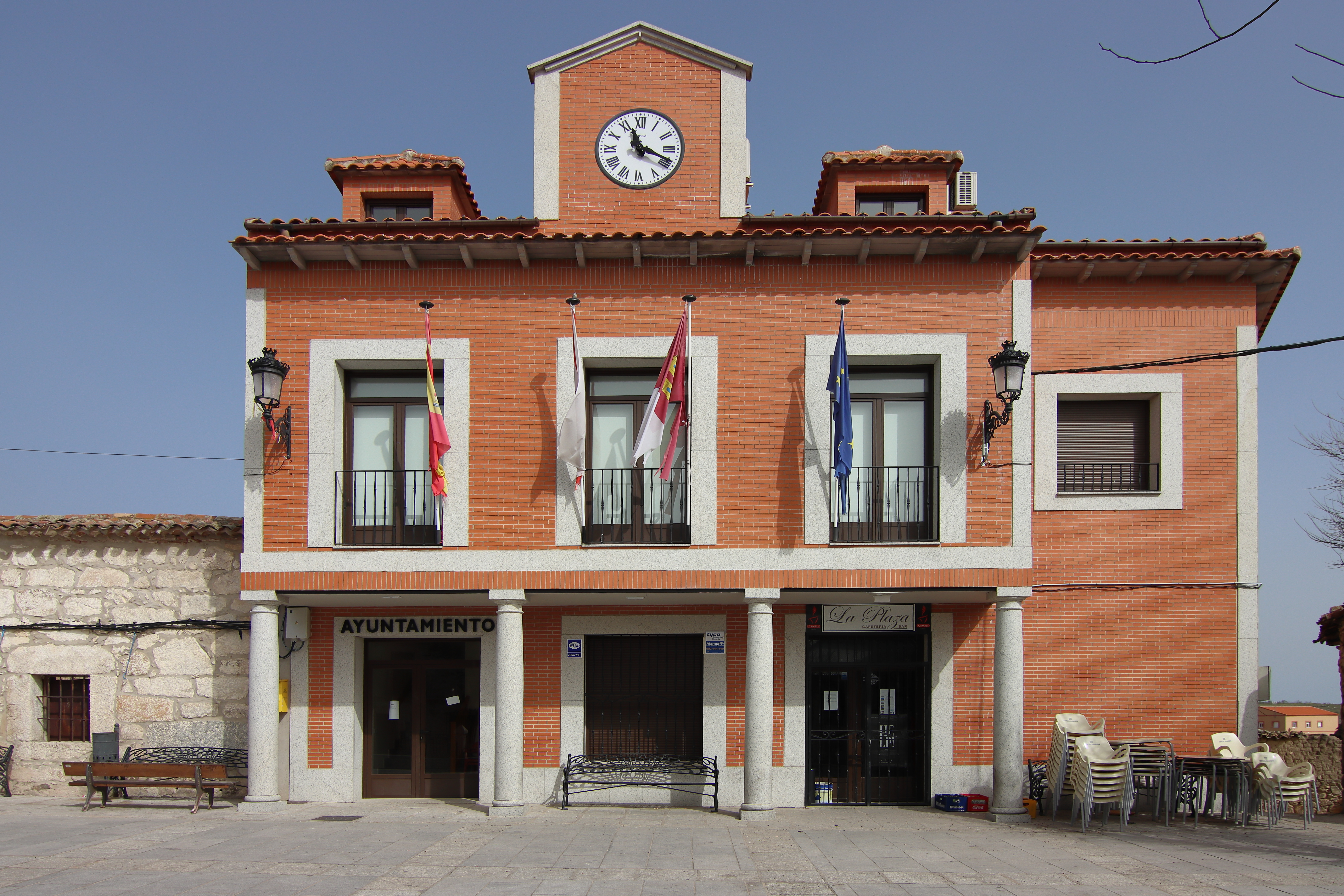
Rathaus

## Persönlichkeiten
- Jacinto Benavente (1866–1954), Literaturnobelpreisträger, wohnte lange Zeiten in der Villa Rosario